# Пинту, Элиу
Э́лиу Жозе́ Рибе́йру Пи́нту (порт. Hélio José Ribeiro Pinto; 29 февраля 1984, Портиман) — португальский футболист и тренер, полузащитник.

## Клубная карьера
Родился 20 февраля 1982 года в городе Портиман. Воспитанник юношеских команд футбольных клубов «Портимоненсе» и «Бенфика».
Во взрослом футболе дебютировал в 2003 году выступлениями за «Бенфику», в которой принял участие только в 2 матчах чемпионата сезона 2003/04.
В 2004 году перешёл в клуб «Севилья Атлетико», где провёл следующий сезон, однако основным игроком стать так и не сумел, из-за чего следующий сезон 2005/06 провёл на правах аренды в кипрском «Аполлоне». В лимасольском клубе был основным игроком, помог команде выиграть национальный чемпионат.
Летом 2006 года подписал полноценный контракт с другим кипрским клубом — АПОЭЛом. Отыграл за никосийскую команду следующие семь сезонов своей игровой карьеры, выиграв за это время четыре национальных чемпионата, три суперкубка и один кубок.
В состав клуба «Легия» присоединился 21 июня 2013 года, заключив с клубом двухлетний контракт. Отыграл за команду из Варшавы 43 матча в национальном чемпионате, после чего летом 2015 года получил статус свободного агента.

## Карьера в сборной
В 2002 году дебютировал в составе юношеской сборной Португалии (до 19 лет), принял участие в 13 играх на юношеском уровне.
В 2004 году привлекался в состав молодёжной сборной Португалии (до 20 лет). На молодёжном уровне сыграл в 2 официальных матчах.
27 июля 2012 года Пинту получил кипрское гражданство, и Футбольная ассоциация Кипра попросила у ФИФА согласие на выступления футболиста за островную сборную. Однако руководящий орган в конечном итоге постановил, что Пинту не может представлять сборную Кипра, поскольку ранее уже выступал за сборные Португалии до 19 и 20 лет и не имел параллельно кипрского гражданства.

## Достижения
«Аполлон» (Лимасол)
- Чемпион Кипра: 2005/06

АПОЭЛ
- Чемпион Кипра (4): 2006/07, 2008/09, 2010/11, 2012/13
- Обладатель Кубка Кипра: 2007/08
- Обладатель Суперкубка Кипра (3): 2008, 2009, 2011

«Легия»
- Чемпион Польши: 2013/14
- Обладатель Кубка Польши: 2014/15